# Lott Trophy
Die Lott Trophy, auch Lott IMPACT Trophy, wird jährlich an den besten defensiven Spieler des American Football im College Football des Jahres verliehen.
Die Auszeichnung soll sowohl den persönlichen Charakter des Siegers als auch seine sportliche Exzellenz auszeichnen. IMPACT ist dabei eine Abkürzung für: Integrity, Maturity, Performance, Academics, Community, and Tenacity d. h. für Integrität, Reife, Leistung, Akademiker, Gemeinschaft und Hartnäckigkeit.
Über die Auswahl der Preise stimmen Mitglieder der nationalen Medien, frühere Finalisten und der Vorstand der Pacific Club IMPACT Foundation ab. Die Auszeichnung wurde zu Ehren von Ronnie Lott, einem Verteidiger der sowohl in die College Football Hall of Fame für die University of Southern California spielend als auch in die Pro Football Hall of Fame berufen wurde und zehnfacher Pro Bowler war, verliehen.

## Gewinner der Lott Trophy
| Jahr | Spieler           | Position | College        | Quelle |
| ---- | ----------------- | -------- | -------------- | ------ |
| 2004 | David Pollack     | LB       | Georgia        | [ 2 ]  |
| 2005 | DeMeco Ryans      | LB       | Alabama        | [ 3 ]  |
| 2006 | Daymeion Hughes   | CB       | California     | [ 4 ]  |
| 2007 | Glenn Dorsey      | NT       | LSU            | [ 5 ]  |
| 2008 | James Laurinaitis | LB       | Ohio State     | [ 6 ]  |
| 2009 | Jerry Hughes      | DE       | TCU            | [ 7 ]  |
| 2010 | J. J. Watt        | DE       | Wisconsin      | [ 8 ]  |
| 2011 | Luke Kuechly      | LB       | Boston College | [ 9 ]  |
| 2012 | Manti Teʻo        | LB       | Notre Dame     | [ 10 ] |
| 2013 | Anthony Barr      | LB       | UCLA           | [ 11 ] |
| 2014 | Eric Kendricks    | LB       | UCLA           | [ 12 ] |
| 2015 | Carl Nassib       | DE       | Penn State     | [ 13 ] |
| 2016 | Jabrill Peppers   | LB       | Michigan       |        |
| 2017 | Josey Jewell      | LB       | Iowa           | [ 14 ] |
| 2018 | Josh Allen        | LB       | Kentucky       | [ 15 ] |
| 2019 | Derrick Brown     | DT       | Auburn         | [ 16 ] |
| 2020 | Paddy Fisher      | LB       | Northwestern   | [ 17 ] |
| 2021 | Aidan Hutchinson  | DE       | Michigan       | [ 18 ] |
| 2022 | Will Anderson     | LB       | Alabama        | [ 19 ] |